# Proton (entreprise)
Pour les articles homonymes, voir Proton (homonymie).
Proton est un constructeur automobile malaisien originaire de Selangor, non loin de Kuala Lumpur. Proton est l’acronyme de Perusahaan Otomobil Nasional, soit « société nationale automobile » en malais. Cette société a été créée en 1983. Elle a été la propriété de Khazanah Nasional (holding d'investissement du gouvernement malaisien).
En janvier 2012, Proton est passé sous le contrôle de DRB-HICOM, un conglomérat malaisien. En 2017, 49,9% du contrôle de Proton passe sous le contrôle du constructeur automobile chinois Geely, DRB-HICOM restant l'actionnaire majoritaire. Proton cesse alors de développer ses propres véhicules, qui deviennent des Geely rebadgées. Au même moment, la marque Lotus, qui était la propriété de Proton depuis 1996, est vendue à Geely.

## Histoire
Proton est née en 1983 de la volonté politique du Premier Ministre Mahathir Mohamad de doter la Malaisie d'un constructeur automobile national et de verrouiller le marché automobile national. L'aspect national a été repris dans le premier logo de la marque, qui reproduisait le drapeau malaisien. Ce logo est ensuite devenu plus privé. Le contrôle politique était visible dans la répartition du capital. Outre Khazanah Nasional Berhad, le holding financier et industriel public, qui en détenait 31,63 %, on comptait plusieurs entreprises malaisiennes, elles-mêmes sociétés publiques ou semi-publiques, à l'instar du groupe pétrolier Petronas qui en possèdait 6,50 %.
L'entreprise a été lancée grâce à l'appui technologique de constructeurs étrangers, au premier rang desquels Mitsubishi Motors. Le constructeur japonais, outre une participation au capital de 16 %, fournissait les procédés de fabrication, des modèles identiques aux siens, ainsi que les moteurs. Dans la deuxième moitié des années 1990, Proton a produit la Citroën AX sous licence et avec les outillages achetés à Citroën, commercialisée sous le nom de Tiara.
En 2016, Proton ne détenait plus que 15 % de son marché local (150 000 unités), alors qu'en 2013, son objectif était de produire 500 000 voitures en 2017. D'où la décision de s'adosser à un groupe étranger. Geely et PSA étaient parmi les prétendants les plus déterminés.
En mai 2017, Geely acquiert une participation de 49,9 % dans Proton et de 51 % dans Lotus, constructeur automobile anglais détenu par Proton.
Sur le marché intérieur malaisien, Proton a souffert de la concurrence de constructeurs étrangers mais aussi de la création en 1993 et de la forte croissance de l'autre constructeur malaisien, Perodua, soutenu par Daihatsu.

## Modèles de la marque

### Modèles actuels
- Proton Exora (2009-), monospace compact développé par Proton
- Proton Saga III (2016-), citadine tricorps développée par Proton sur la base de la deuxième génération de Proton Saga
- Proton Iriz (2014-), citadine polyvalente développée par Proton
- Proton Persona III (2016-), citadine tricorps développée par Proton, déclinaison 4 portes de la Proton Iriz
- Proton X70 (2018-), SUV compact sur base de Geely Boyue rebadgé
- Proton X50 (2020-), SUV citadin sur base de Geely Binyue rebadgé

### Anciens modèles

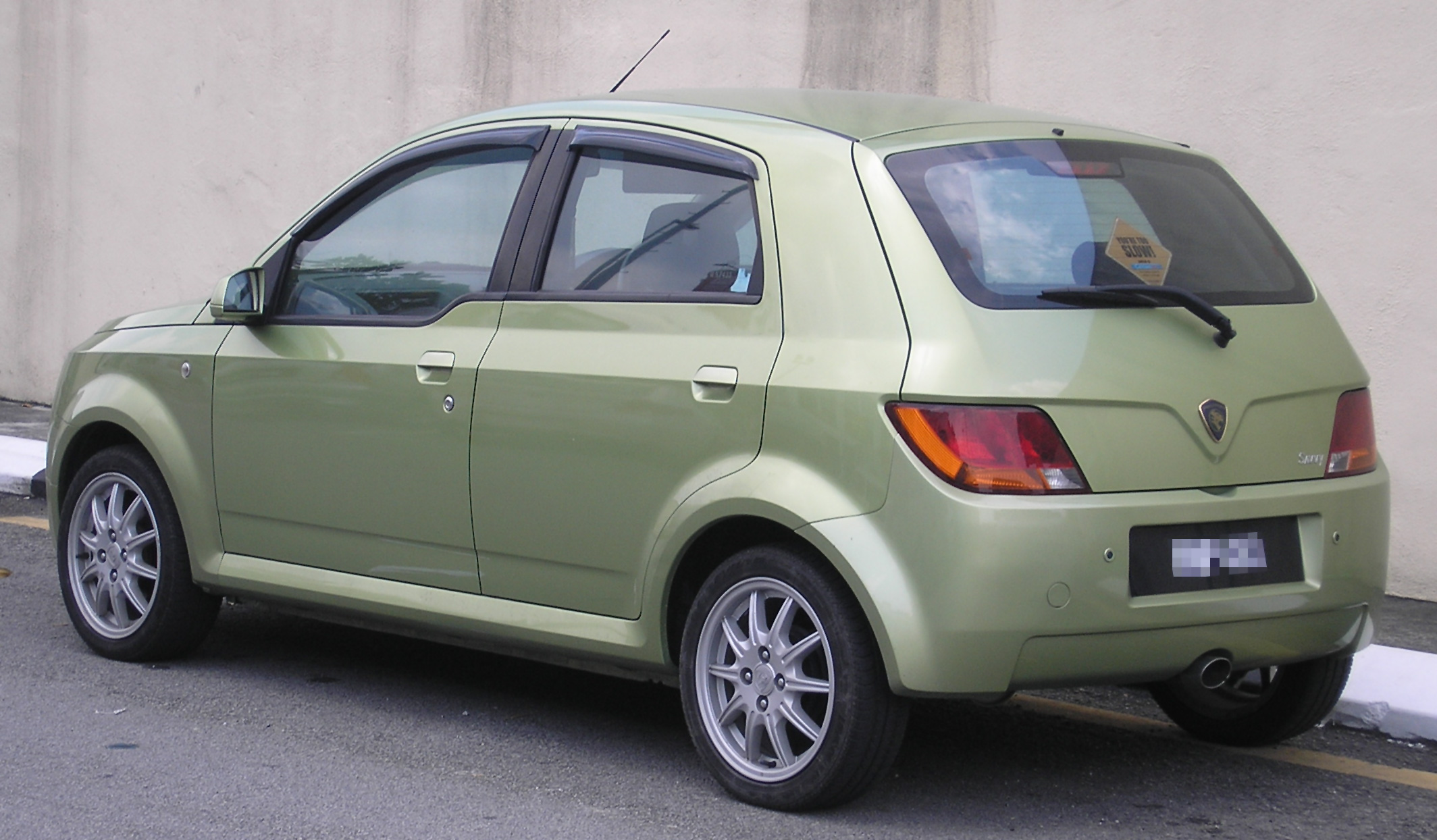
Proton Savvy

- Proton Saga I / Saga Iswara / Iswara / Knight / Mpi / Saga LMST (1985-2008), premier modèle de la marque, compacte sur base de Mitsubishi Lancer 1983 4 portes rebadgée
- Proton Satria, appelée Proton 300 en Europe continentale.
- Proton Wira / Persona I / Natura / 400 (1993-2009), compacte sur base de Mitsubishi Lancer de 1991 rebadgée
- Proton Satria / Persona Compact / Compact / 300 (1994-2006), compacte 3 portes sur base de Mitsubishi Colt de 1991 rebadgée
- Proton Perdana I (1995-2010), familiale sur base de Mitsubishi Eterna / Galant VII rebadgée
- Proton Putra / Coupé / M21 (1996-2001), coupé compact sur base de Mitsubishi Lancer coupé de 1991 rebadgé
- Proton Tiara (1996-2000), petite citadine sur base de Citroën AX rebadgée
- Proton Pert (début des années 2000), familiale sportive sur base de Mitsubishi Lancer Evolution VII rebadgée
- Proton Waja / Impian (2000-2011), compacte tricorps sur base de Mitsubishi Carisma
- Proton Juara (2001-2004), minivan sur base de Mitsubishi Town Box Wide
- Proton Arena / Jumbuck (2002-2009), pick-up compact sur base de Proton Wira
- Proton Gen-2 (2004-2012), compacte liftback, premier véhicule totalement développé par Proton
- Proton Savvy (2005-2011), citadine dévelopée par Proton équipée d'un moteur D Renault
- Proton Satria Neo / Neo (2006-2015), citadine 3 portes dévelopée par Proton
- Proton Persona II / Gen-2 Persona  (2007-2016), compacte tricorps développée par Proton, déclinaison 4 portes de la Proton Gen-2
- Proton Saga II / Saga FL / Saga FLX (2008-2016), citadine tricorps dévelopée par Proton à partir de la Proton Savvy
- Proton Inspira (2010-2015), familiale tricorps sur base de Mitsubishi Lancer de 2007 rebadgée
- Proton Prevé (2012-2018), compacte tricorps dévelopée par Proton
- Proton Suprima S (2013-2019), compacte bicorps dévelopée par Proton, déclinaison 5 portes de la Proton Prevé
- Proton Perdana II (2013-2020), familiale sur base de Honda Accord VIII (modèle nord-américain) rebadgée
- Proton Ertiga (2016-2019), petit monospace à trois rangées de siège sur base de Suzuki Ertiga I rebadgé

### Concepts car
- Proton EMAS, EMAS Country et EMAS3 (2010)Proton EMAS Country

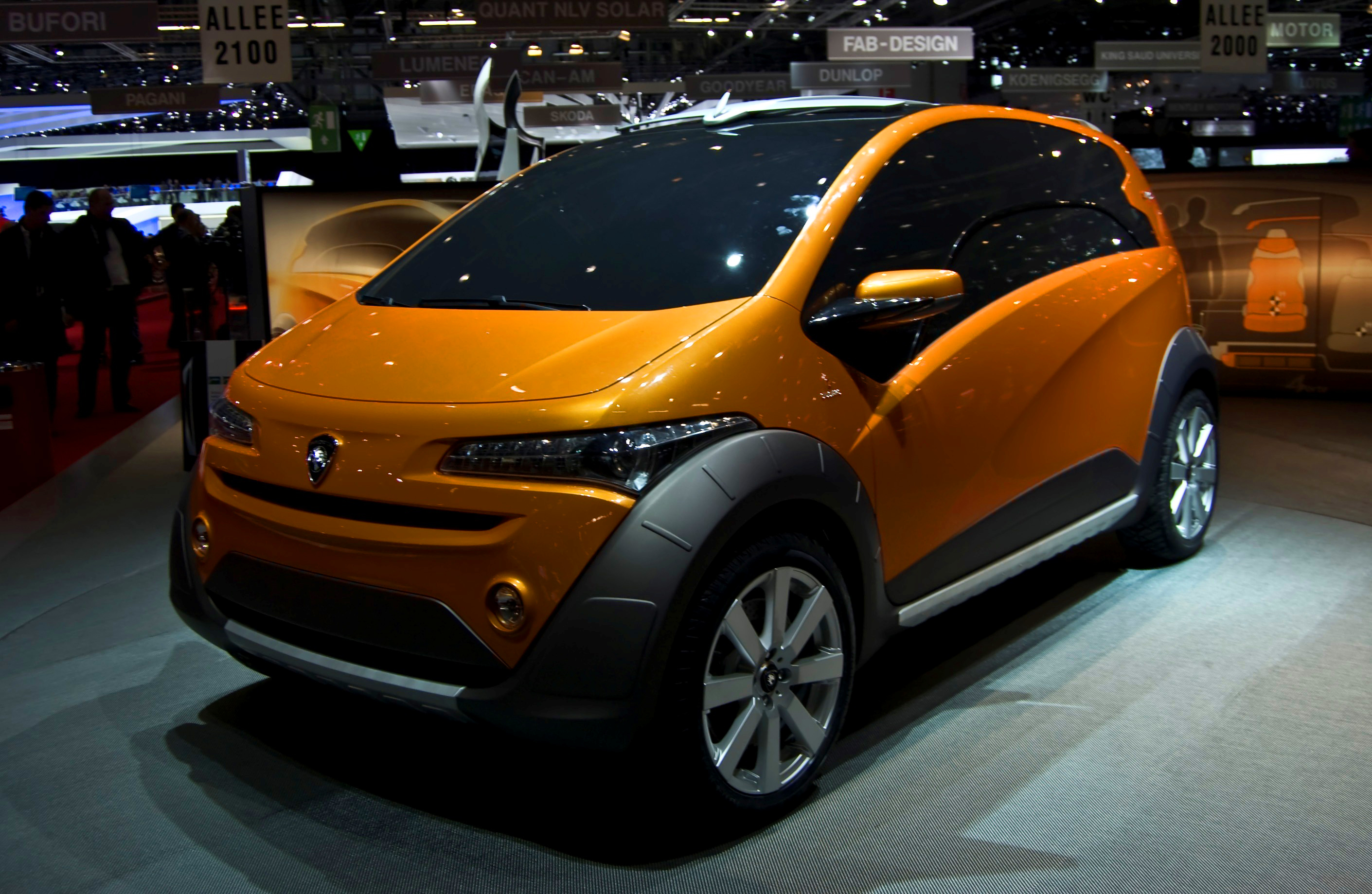
Proton EMAS Country

- Proton Jebat (2010)
- Proton Lekiu (2010)